# Lacerta laevis
Lacerta laevis este o specie de șopârle din genul Lacerta, familia Lacertidae, ordinul Squamata, descrisă de Gray 1838.

## Subspecii
Această specie cuprinde următoarele subspecii:
- L. l. laevis
- L. l. troodica